# سیارک ۱۱۲۸۰
سیارک ۱۱۲۸۰ (به انگلیسی: 11280 Sakurai، نامگذاری:1989TY10) یازده هزار و دویست و هشتادمین سیارک کشف شده‌است که در ۹ اکتبر ۱۹۸۹ کشف شد.
قدر مطلق سیارک برابر ۱۵.۵ است.